# Собор Різдва Пресвятої Богородиці (Хмельницький)
Собор Різдва Пресвятої Богородиці — собор у Хмельницькому, що належить Українській православні церкві (МП).

## Історія

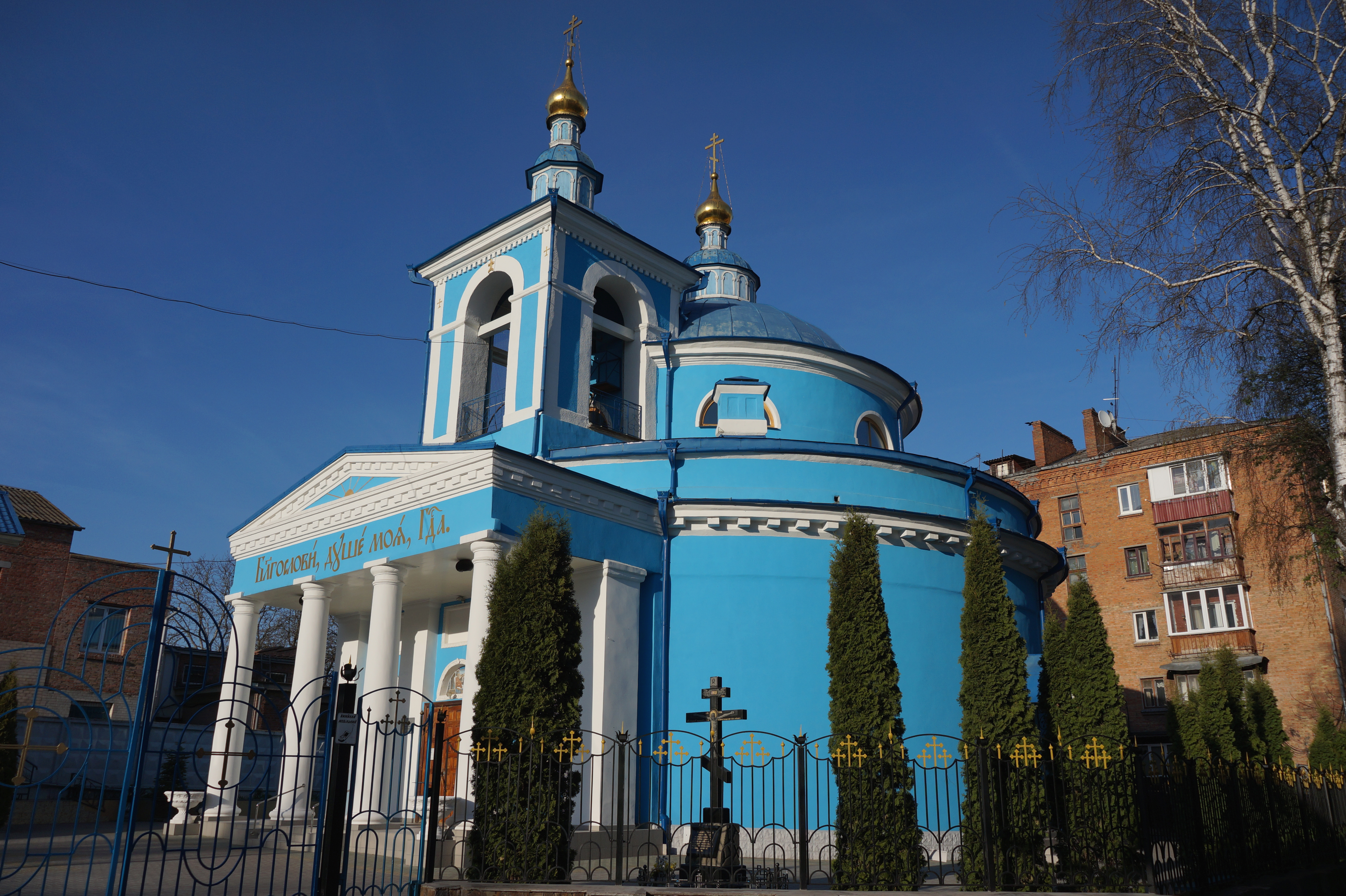
Собор Різдва Пресвятої Богородиці вул. Соборна, 14

Історія церкви починається із XVII століття. Перша згадка датується 1671 роком. У цей час (1670—1672 рр.) територією Польщі, до якої входило й Поділля, здійснював «мандрівку» дипломат Жан де Куртон, абат де Пальм'єр, який насправді був представником партії, що намагалась поставити на польський престол Вишневецького. Його супроводжував Ульріх фон Вердум, молодший син барона фон Вердума, дворянина із Західної Німеччини, який вів нотатки «Щоденник подорожі, яку я здійснив у 1670—1672 роках через королівство Польське». В ньому читаємо, що на озері «є чотирикутний острів, на якому, оточений валами й частоколами стоїть місцевий замок…». За свідченням Вердума, поселення тягнулося по обидва боки озера й колись було досить великим, а нині на його території стоїть близько 30 будинків і православна Церква. У 1797 році — друга згадка — під назвою Святителя Миколая.
У XVIII столітті вона була декілька разів перебудована, але продовжувала залишатись дерев'яною. Такою маленькою вона залишалася аж до початку XIX століття. Після пожежі 1822 року було вирішено Проскурівську церкву Різдва Богородиці в її колишньому вигляді не відновлювати, а побудувати на її місці кам'яний собор.
Спорудження собору почалося 1835 року, а вже 15 травня 1837 року він був освячений. Майдан біля храму оточував цегляний паркан довжиною 196 м. Перед ним була розташована Церковна площа.
За радянських часів храм зазнав переслідувань — 1923 року арештували і вислали в табори владику Валеріана, в 1932 році зняли із собору дзвони для потреб індустріалізації, а в 1937 році храм закрили. З приходом німців 1941 року храм відновив роботу, однак з поверненням радянської влади перепрофільований на склад, пізніше — архів.
У 1988 році храм було повернуто вірянам, у 1989 році — відреставровано. Рішенням Хмельницької міської Ради народних депутатів від 20 квітня 1995 року № 8 собор отримав статус «Пам'ятка архітектури».
Сьогодні собор є найстарішою зі збережених споруд Хмельницького.
Особливою гордістю храму була стародавня, в нашій місцевості шановна, чудотворна ікона Божої Матері — подоби Озерянської ікони. Вже і на ті часи образ цей був старовинним. За переказами, він зберігся під час пожежі старої церкви. Ікона мала срібний вінець, замовлений місцевим справником Григорієм Лисенком. Також на ній було вісім срібних підвісок-платівок різної форми. Це жертви прочан за зцілення від хвороби.
Нині церква зберегла свій первісний вигляд, і є найстаршою з існуючих споруд Хмельницького. Відновлена копія Озерянської ікони Матері Божої. Повернулася до храму, чудотворна ікона святої рівноапостольної Марії Магдалини.